# Canto polifónico georgiano
O canto polifónico é uma antiga tradição da Geórgia, presente pelo menos desde o século IV, altura em que o Cristianismo se tornou religião oficial. Consiste em quatro tipos principais (polifonia monotónica, em contraponto, paralela e ostinato). A Suanécia, região montanhosa no noroeste, apresenta a polifonia paralela; a Geórgia ocidental tem o contraponto com yodel; a Caquécia na Geórgia oriental apresenta uma forma de canto em diálogo de solistas com um fundo de polifonia monotónica; e todas as regiões da Geórgia apresentam polifonia de tipo ostinato. Entre as tradições da Caquécia conta-se a melodia Chakrulo, perfeitamente sui generis.
O canto polifónico da Geórgia está classificado como Património Oral e Imaterial da Humanidade pela UNESCO, apesar de se encontrar em risco de extinção.